# Walter Koch
Walter Koch, född den 10 september 1910 i Bonn, död den 23 oktober 1943 i Berlin var en tysk överstelöjtnant under andra världskriget. Efter att ha utmärkt sig under anfallet mot Belgien tilldelades han Riddarkorset av Järnkorset. 

## Biografi

### Uppväxt och poliskarriär
Walter Koch föddes den 10 september i staden Bonn i kungariket Preussen; han var son till lantmätaren Wilhelm Koch. Efter att ha gått ut folkskolan fick Koch den 3 april 1929 anställning vid den preussiska delstatspolisen. Kort efter befordrades han polisinspektör och placerades i specialenheten Polizeiabteilung z.b.V. Wecke. Koch höll samma post fram till 1935 då enheten överfördes till Luftwaffe.

### Andra världskriget
Den 20 april 1938 befordrades Koch till Kapten och fick ansvaret för utbildandet av en särskild fallskärmsjägarbataljon (Fallschirmjäger-Sturm-Abteilung "Koch"). Förbandet deltog i fälttåget mot Belgien 1940 och det framgångsrika anfallet mot fästningen Eben-Emael. För sina insatser belönades Koch, tillsammans med tio andra officerare, med Riddarkorset av järnkorset av Adolf Hitler personligen. I maj följande år befordrades Koch till major och gavs befälet över 1:a bataljonen ur I./Fallschirmjäger-Sturm-Regiment 1. Bataljonen, med Koch i spetsen, tog täten i anfallet mot Kreta. Anfallet, som genomfördes med hjälp av DFS 230 glidflygplan, riktades mot byn Maleme på öns västra sida. Under hoppet skadade sig Koch i huvudet, men lyckades trots detta framgångsrikt genomföra anfallet. För framgången befordrades han till överstelöjtnant den 20 april 1942. Senare samma år förflyttades hans förband till fronten i Tunisien.

### Motstånd mot kommandoordern
Två veckor efter ankomsten överraskade Kochs soldater en mindre styrka brittiska fallskärmsjägare och tog ett flertal fångar. Koch beordrade att läkare skulle se till britternas skador och lovade att de skulle bli försedda med både vatten och mat. Eftersom Koch inte hade tid att personligen se över fångarna överlämnade han dem till de närmaste tyska enheterna. När Koch återvände till platsen en tid senare märkte han hur de tyska styrkorna gjorde sig redo att avrätta fångarna. Efter en het och utdragen debatt med befälet lyckades han se till att fångarna överfördes till ett krigsfångeläger.

### Död
Kort efter att ha stoppat avrättningen sårades Koch återigen i huvudet, denna gång så illa att han var tvungen att skickas tillbaka till Tyskland för vård. När han väl hade återhämtat från sina skador skickades Koch genast till Führerreserve i väntan på nya order. Innan han kunde återvända till aktiv tjänst råkade han emellertid ut för en bilolycka och skadades dödligt. Koch forslades till sjukhus, men hans skador var för svåra, han avled den 23 oktober 1943.
Trots att den officiella dödsorsaken var de skador som Koch ådragit under olyckan, hävdade ett flertal officerare ur hans regemente att han skulle ha mördats av SS-Reichssicherheitshauptamt, på grund av sitt motstånd mot kommandoordern.

## Utmärkelser
- Järnkorset (1939).
  - Andra klassen: 12 maj 1940.
  - Första klassen: 12 maj 1940.
- Tyska korset i guld: 31 mars 1942.
- Riddarkorset av järnkorset: 10 maj 1940.
- Omnämnd i Wehrmachtbericht den 9 juni 1941.
- Östfrontsmedaljen.
- Erdkampfabzeichen.
- Fallschirmschützenabzeichen der Luftwaffe.
- Flugzeugführerabzeichen.